# Gwenview
GwenView — програма у середовищі KDE для перегляду зображень. Вміщує у собі файловий менеджер двох типів (дерево- та теко-видний) та безпосередньо вікно для перегляду зображень.
GwenView належить до вільного відкритого програмного забезпечення із GNU-ліцензією.